# Західно-Сеяхінське газоконденсатне родовище
Західно-Сеяхінське газоконденсатне родовище — одне з родовищ півострова Ямал у Тюменській області Росії. Розташоване за 510 км на північний схід від Салехарда, між Південно-Тамбейським і Верхньотіутейським родовищами. Належить до Ямало-Гиданської нафтогазоносної області Західно-Сибірської нафтогазоносної провінції.

## Опис
Відкрито у 1984 році свердловиною № 300, пробуреною об'єднанням «Главтюменьгеологія». Всього виявлено 8 газових і 10 газоконденсатних покладів пластово-склепінного, масивного та літологічно екранованого типів. Колектори — пісковики з лінзоподібними вкрапленнями глин та вапняків.
Запаси родовища за російською класифікаційною системою за категоріями С1+С2 оцінюються у 96 млрд м³. Існують також очікування значно більшого об'єму покладів — до 200 млрд м³ газу.
Станом на 2016 рік не розробляється та перебуває в нерозподіленому фонді.